# Гійом Жиллє
Гійом Жиллє (фр. Guillaume Gillet, нар. 9 березня 1984, Льєж) — бельгійський футболіст, півзахисник клубу «Андерлехт» та національної збірної Бельгії.
Володар Кубка Бельгії.

## Клубна кар'єра
У дорослому футболі дебютував 2002 року виступами за команду клубу «Льєж», в якій провів два сезони, взявши участь у 31 матчі чемпіонату. 
Згодом з 2004 по 2006 рік грав у складі команд клубів «Візе» та «Ейпен».
Своєю грою за останню команду привернув увагу представників тренерського штабу клубу «Гент», до складу якого приєднався 2006 року. Відіграв за команду з Гента наступні два сезони своєї ігрової кар'єри.
До складу клубу «Андерлехт» приєднався 2008 року. Наразі встиг відіграти за команду з Андерлехта 137 матчів в національному чемпіонаті.

## Виступи за збірну
У 2007 році дебютував в офіційних матчах у складі національної збірної Бельгії. Відтоді провів у формі головної команди країни 18 матчів, забивши 1 гол.

## Титули і досягнення
- Чемпіон Бельгії (4):

«Андерлехт»: 2009–10, 2011–12, 2012–13, 2013–14
- Володар Кубка Бельгії (1):

«Андерлехт»:  2007–08
- Володар Суперкубка Бельгії (3):

«Андерлехт»: 2010, 2012, 2013